# 나카지마비행기회사

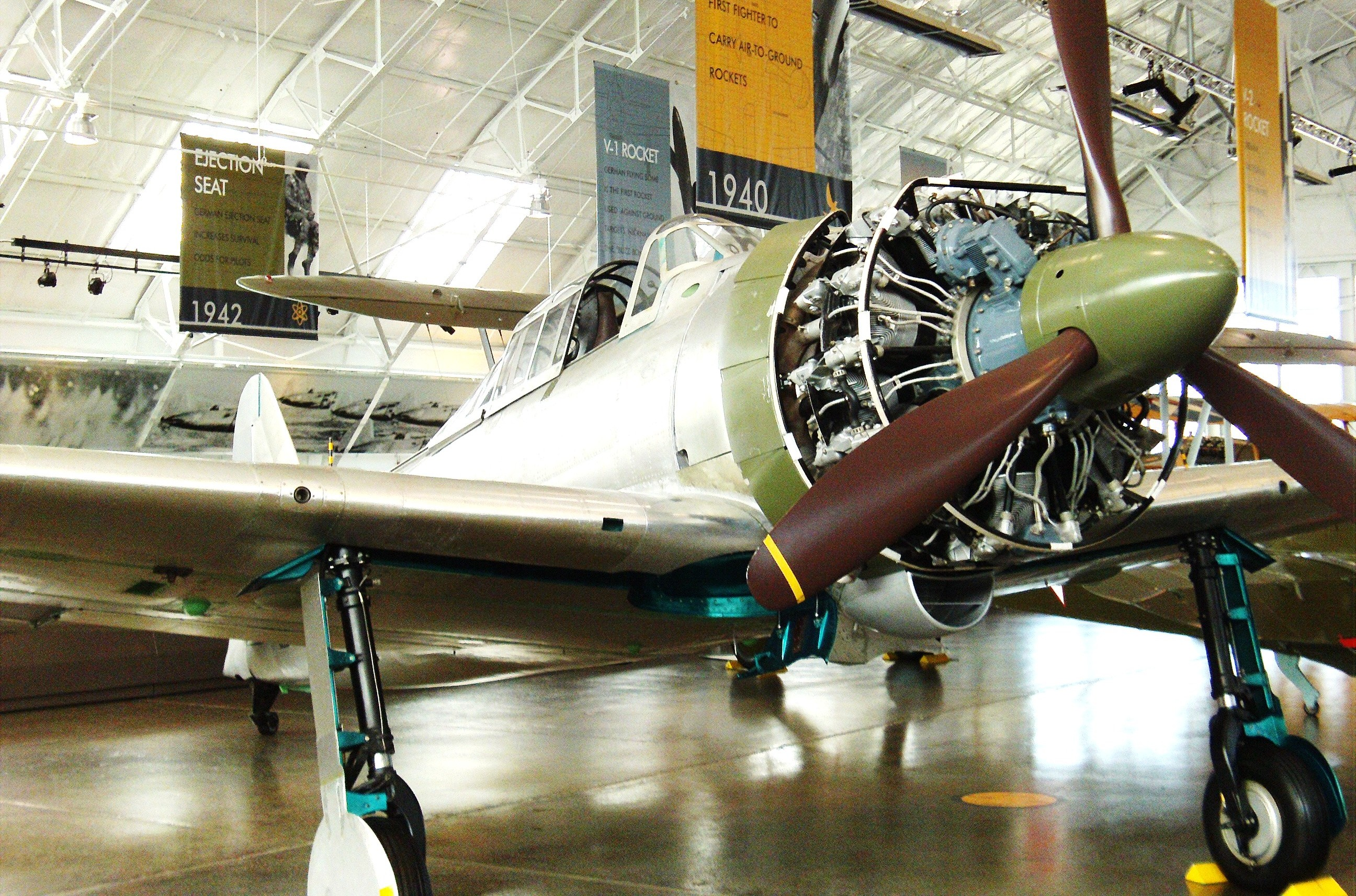
A6M Zero의 나카지마 사카에

나카지마비행기회사(일본어: 中島飛行機株式会社)는 제2차 세계 대전 동안 저명했던 일본의 항공기 제조사이자 항공기 엔진 제조사이다. 자동차 및 항공기 제조사 스바루로 이어나가고 있다.

## 역사
나카지마비행기회사는 일본 최초의 항공기 제조사였으며 1918년 해군 엔지니어 나카지마 지쿠헤이, 면직물 제조자 가와니시 세이베이에 의해 "일본비행기"라는 사명으로 설립되었다. 1919년 나카지마비행기회사로 사명이 변경되었다.

## 제2차 세계 대전 이후
일본의 항복 이후 이 기업은 강제로 폐쇄되었으며 항공기의 생산 및 연구는 연합군 최고사령부에 의해 금지되었다.

## 같이 보기
- 항공기 제작사 목록